# Gusli
Il gusli è un antico strumento a corda slavo, molto comune in Russia.
Simile allo zither, è collegato al kokles lettone, al kanklès lituano e al kantele finlandese. Insieme questi strumenti formano la famiglia dei salteri baltici. Non deve essere confuso con il gusle balcanico.

## Storia

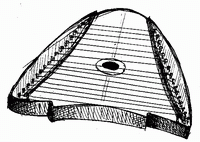
Slemovidnye gusli

Ai tempi della Rus' di Kiev la parola gusli indicava semplicemente uno strumento a corde e in seguito venne associata con il quattrocentesco salterio trapezoidale di origine bizantina.
Nel XIX secolo esisteva il gusli clavicordo. Lo strumento ha avuto diverse forme in diversi paesi ed epoche. 
In Ucraina e in Bielorussia la parola husli può essere riferita a un fiddle (inteso come predecessore del violino) oppure ad un tipo di flauto.
Uno strumento correlato è il tsymbaly, versione ucraina e bielorussa del dulcimer suonato con martelletti. In Ucraina il gusli ha influenzato lo sviluppo del bandura che lo ha in gran parte sostituito nel XIX secolo.
Il gusli ha da 11 a 36 corde di metallo o di budello, accordate diatonicamente. Può essere a forma di elmo o di ala:

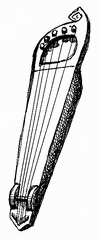
Krylovidnye gusli

- Shlemovidnye gusli (gusli a forma di elmo) - il musicista tiene lo strumento sulle ginocchia e le corde sono in posizione orizzontale. Con la mano sinistra stoppa le corde non necessarie e preme le corde da suonare, mentre la mano destra passa sulle corde. La cassa di risonanza è il corpo stesso del musicista. In questa versione lo strumento era diffuso nelle regioni meridionali e occidentali della Rus' di Kiev.
- Krylovidnye gusli (gusli a forma di ala) - in questa versione lo strumento è più piccolo e ricorda un'arpa scandinava, ma, soprattutto, una moderna chitarra. Era diffuso nella parte settentrionale della Russia, specialmente a Novgorod e Pskov.